# Brotogeris sanctithomae
Brotogeris sanctithomae là một loài chim trong họ Psittacidae.
Loài này được tìm thấy ở lưu vực sông Amazon của Brazil và vùng Amazon và Bolivia của Amazon; cũng là một phạm vi nhỏ vào phía đông Ecuador và biên giới sông ở phía đông nam Colombia.
Loài này giới hạn ở várzea và các khu vực sinh sống rừng khác gần nước. Loài chim này là hiếm hoặc hoàn toàn vắng mặt từ các dòng sông lớn.